# Barbara Stamm
Barbara Stamm, nascuda Barbara Stocker (Bad Mergentheim, 29 d'octubre de 1944 - Würzburg, 5 d'octubre de 2022) va ser una política alemanya.
Membre de la CSU, fou presidenta de 2008 a 2018 del Parlament de l'Estat de Baviera, del qual era membre d'ençà del 1976. De 1998 a 2001, Stamm va ser viceministra del govern de Baviera. De 1994 a 2001 esdevingué Ministra d'Afers Socials i Salut de la mateixa regió, i de 1987 a 1994 va ocupar la funció de Secretària d'Estat al Ministeri de Treball i Afers Socials. A més a més, de 1993 a 2017, Stamm va ser membre del comitè executiu i executiu de la CSU com a vicepresidenta.
Una de les seves filles, Claudia Stamm, també és política.